# Henry Singer Keating
Pour les articles homonymes, voir Keating.
Henry Singer Keating (13 janvier 1804 - 1er octobre 1888) est un avocat et homme politique britannique.

## Biographie
Fils du lieutenant-général Henry Sheehy Keating, il fréquente le Trinity College de Dublin et devient avocat au Inner Temple en 1832, et conseiller de la reine en 1849. Il est député de Reading de 1852 à 1860 et sert en tant que solliciteur général de 1857 à 1858 et en 1859.
Il siège comme juge des plaidoyers communs de 1859 à 1875. Il est devenu membre du Conseil privé en 1875, lui donnant le droit de siéger au Comité judiciaire du Conseil privé, la cour de dernier recours de l'Empire.